# Ornithogalum sphaerocarpum
Ornithogalum sphaerocarpum är en sparrisväxtart som beskrevs av Anton Joseph Kerner. Ornithogalum sphaerocarpum ingår i släktet stjärnlökar, och familjen sparrisväxter. Inga underarter finns listade i Catalogue of Life.